# Hemistichion
Hemistichion (altgriechisch ἡμιστίχιον „Halbvers“; auch Hemistichium; Plural Hemistichien) ist in der (antiken) Verslehre die Hälfte einer durch Zäsur geteilten Verszeile, beispielsweise der Hemiepes als halber Hexameter oder die beiden Halbverse des Alexandriners. Dem entspricht in der germanischen Dichtung Anvers bzw. Abvers der Langzeile, die oft auch als Halbvers bezeichnet werden. Auch eine gegenüber dem Rest einer Strophe ungefähr halb lange, verkürzte Schlusszeile wird als Halbvers bezeichnet.
Im Versdrama entstehen Hemistichien durch Aufteilung eines Verses auf wechselnde Sprecher (Hemistichomythie).